# Oledba
Oledba ili glacijacija (zaleđivanje) (za koju se ponekad koristi izraz glacijalno razdoblje, označavajući posebno razdoblje određene ere, kao i proces visokoglacijalne aktivnosti), često nazivana i ledeno doba, geološki je fenomen tijekom kojega se masovni ledeni pokrov formira na Arktiku i Antarktiku te prodire prema ekvatoru. 
Isto tako se izraz interglacijal, interglacijacija ili interglacijalno razdoblje, poput današnje ere, koristi za označavanje odsutnosti masovne glacijacije na globalnoj razini (npr., ne-ledeno doba). Interglacijalne su epohe, u pravilu, kraće od glacijalnih. One su u prošlosti potaknule preseljenja stanovništva s kontinenta na kontinent.

## Razlozi oledbe
- Pad temperature oko 4-5 °C širom svijeta.
- Veće količine snijega u blizini Arktika.
- Promjene u nagibu Zemljine osi.